# Haloragis
Haloragis is een geslacht uit de vederkruidfamilie (Haloragaceae). De soorten uit het geslacht komen voor van in Australazië tot in de zuidelijke deel van het Pacifisch gebied en de Juan Fernández-archipel.

## Soorten
- Haloragis aculeolata Benth.
- Haloragis acutangula F.Muell.
- Haloragis aspera Lindl.
- Haloragis brownii (Hook.f.) Schindl.
- Haloragis digyna Labill.
- Haloragis dura Orchard
- Haloragis eichleri Orchard
- Haloragis erecta (Murray) Oken
- Haloragis exalata F.Muell.
- Haloragis eyreana Orchard
- Haloragis foliosa Benth.
- Haloragis glauca Lindl.
- Haloragis gossei F.Muell.
- Haloragis hamata Orchard
- Haloragis heterophylla Brongn.
- Haloragis maierae Orchard
- Haloragis masafuerana Skottsb.
- Haloragis masatierrana Skottsb.
- Haloragis milesiae Peter G.Wilson & Makinson
- Haloragis myriocarpa Orchard
- Haloragis odontocarpa F.Muell.
- Haloragis platycarpa Benth.
- Haloragis prostrata J.R.Forst. & G.Forst.
- Haloragis scoparia Fenzl
- Haloragis serra Brongn.
- Haloragis stokesii F.Br.
- Haloragis stricta R.Br. ex Benth.
- Haloragis tenuifolia Benth.
- Haloragis trigonocarpa F.Muell.
- Haloragis uncatipila Orchard